# Quake II
Quake II, lansat pe 9 decembrie 1997, este un joc pentru PC de tip first-person shooter, creat de către id Software și distribuit de Activision. Nu este o urmare a lui Quake, doar îi folosește numele în scopuri comerciale. Soundtrack-ul a fost compus de Sonic Mayhem, cu niște piese suplimentare de către Bill Brown. Melodia principală a fost compusă de Rob Zombie.
Quake 4, continuarea directă a jocului, a fost lansată în Octombrie 2005.

## Anunțarea jocului
Jocul a fost prezentat pentru prima oară la E3 1997. A fost foarte bine receptat de către fani încă de atunci. La E3, Quake II a avut de data asta competitori cu grafica cel puțin la fel de bună ca a lui. Printre aceștia se numară jocuri precum Half-Life , Unreal si mai tarziu care s-a luat dupa half life counter-strike, care, ani mai târziu, au devenit mai populari ca Quake.
Jocul a prezentat o imbunătățire de inteligență artificială la inamici, aceștia putănd să se ferească de rachetele trimise de jucător. De asemeni, atunci s-a văzut pentru prima oară că jocul nu avea nici o legatură cu primul Quake.

## Povestea jocului
Acțiunea se petrece într-un environment SF. În jocul Single-player, jucătorul este un soldat uman (cunoscut doar ca "Bitterman", aliasul acestuia) care face parte din "Operațiunea Alien Overlord", o incercare disperată de a proteja Pământul de la o invazie extraterestră, lansând un asalt pe planeta mamă a ostilei civilizații cibernetice Strogg. Majoritatea celorlalți soldați sunt capturați sau uciși de când intra în atmosfera planetei, așa că este datoria jucătorului să se infiltreze în capitala Strogg, singur, și să-l asasineze pe liderul Strogg, Makron.

## Gameplay
Gameplay-ul jocului este relativ diferit de cel din Quake. Acest joc are un feel mai modern, nivelurile conținând baze militare extraterestre futuristice, precum și fabrici imense, spre deosebire de Quake, care avea nivelurile cu teme gotice, medievale și satanice. Totuși, acțiunea masivă și rapidă a originalului este pastrată.

## Inamici

### Soldați
- Guards
- Enforcer
- Gunner
- Berserker
- Iron Maiden
- Gladiator
- Parasite
- Medic
- Brains
- Barracuda Shark
- Technician
- Mutant
- Flyer
- Icarus
- Tank

### Bossi
- Supertank
- Tank Flyer
- The Makron

## Arme
- Blaster
- Pușca
- Super-Pușca
- Mitraliera
- Chaingun
- Grenada
- Aruncător de grenade
- Lansator de rachete
- Hyper Blaster
- Railgun
- BFG10K

## Coloana sonoră
Acest tabel se referă la varianta pe PC a jocului .
A doua piesă (Intro de Bill Brown) este nelansată dar a fost folosită în secvența de început a jocului.
| Joc - 1. Sonic Mayhem - id Logo (0:05) - 2. Bill Brown - Intro (1:03) - 3. Bill Brown / Rob Zombie - Ntro (3:30) - 4. Sonic Mayhem - Operation Overlord (3:28) - 5. Sonic Mayhem - Rage (2:17) - 6. Sonic Mayhem - Kill Ratio (2:32) - 7. Sonic Mayhem - March of the Stroggs (2:51) - 8. Sonic Mayhem - The Underworld (2:34) - 9. Sonic Mayhem - Quad Machine (3:34) - 10. Sonic Mayhem - Big Gun (3:03) - 11 Sonic Mayhem - Descent into Cerberon (2:35) - 12. Jer Sypult - Climb (1:59) - 13. Bill Brown - Showdown (2:00) | Sursa - idlog.cin - Site-ul lui Bill Brown - ntro.cin - CD-Audio - CD-Audio - CD-Audio - CD-Audio - CD-Audio - CD-Audio - CD-Audio - CD-Audio - CD-Audio - CD-Audio | The Reckoning (CD-Audio) - 1. Sonic Mayhem - Gravity Well (2:33) - 2. Sonic Mayhem - Counter Attack (3:10) - 3. Sonic Mayhem - Stealth Frag [Remix al Main Theme] (2:57) - 4. Sonic Mayhem - Crashed Up Again (2:54) - 5. Sonic Mayhem - Adrenaline Junkie (2:50) | Ground Zero (CD-Audio) - 1. Sonic Mayhem - ETF (2:53) - 2. Sonic Mayhem - Complex 13 (2:56) - 3. Sonic Mayhem - Pressure Point 1 (3:01) - 4. Sonic Mayhem - Pressure Point 2 (2:26) - 5. Sonic Mayhem - Ground Zero (4:33) |